# Xung đột Awbari
Xung đột Awbari là một cuộc xung đột giữa người Tuareg và người Toubou nhằm tranh giành quyền kiểm sát khu vực này, thị trấn Awbari, nằm gần Sabha. Diễn ra từ tháng 9 năm 2014 và kéo dài đến tháng 2 năm 2019.